# Allium haematochiton
Allium haematochiton, llamada en inglés redskin onion, es una especie de planta bulbosa geófita del género Allium, perteneciente a la familia de las amarilidáceas, del orden de las Asparagales. Es originaria de América del Norte.

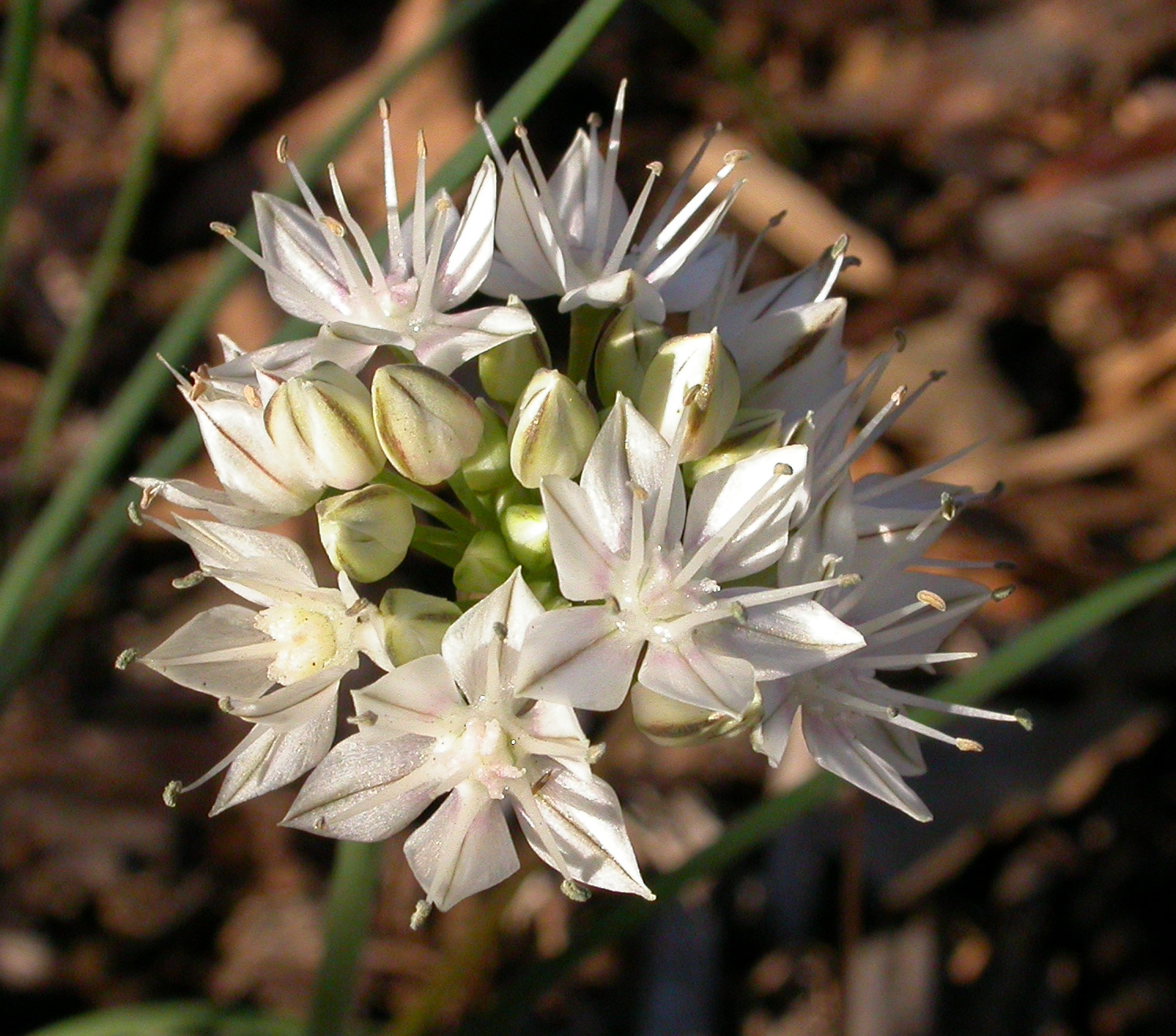
Inflorescencia

## Descripción
Allium haematochiton es nativa del norte de Baja California y el sur de California, donde crece en las laderas de las colinas de la costa. Tiene un pequeño rizoma asociado con  grupos bulbos de piel roja. A partir de estos crecen varios tallos desnudos de color verde. En la cima de cada tallo tiene una inflorescencia de varias flores, cada una en un corto pedicelo. Cada flor tiene poco menos de un centímetro de ancho y es de color blanco a rosado con venas oscuras. Hay seis robustos estambres en torno a ovario un color blanco o rosa.

## Taxonomía
Allium haematochiton fue descrita por  Sereno Watson y publicado en Proceedings of the American Academy of Arts and Sciences 14: 227, en el año 1879.
Etimología
Allium: nombre genérico muy antiguo. Las plantas de este género eran conocidos tanto por los romanos como por los griegos. Sin embargo, parece que el término tiene un origen celta y significa "quemar", en referencia al fuerte olor acre de la planta. Uno de los primeros en utilizar este nombre para fines botánicos fue el naturalista francés Joseph Pitton de Tournefort (1656-1708).
haematochiton: epíteto derivado de la palabra griega para "sangre" y "capa o túnica", en referencia al color de la piel del bulbo.
Sinonimia
- Allium californicum Rose
- Allium marvinii Davidson[5]